# ルカ・マイスラゼ
ルカ・マイスラゼ（グルジア語: ლუკა მაისურაძე、グルジア語ラテン翻字: Luka Maisuradze、1998年1月30日- ）は、ジョージア出身の柔道選手。階級は81kg級。

## 経歴
2017年のヨーロッパジュニア81㎏級で2位になると、2018年にはヨーロッパジュニアとヨーロッパ大学選手権で優勝するも、世界ジュニアでは3位だった。2019年にはグランプリ・アンタルヤで優勝すると、グランドスラム・エカテリンブルグとヨーロッパ競技大会で3位になった。世界選手権では準々決勝でエジプトのモハメド・アブデラールに敗れるも、その後の3位決定戦で世界チャンピオンであるイランのサイード・モラエイを合技で破って3位になった。2020年のU23ヨーロッパ選手権では90㎏級に出場して優勝するも、従来の81㎏級で出場したヨーロッパ選手権では3位だった。なお、東京オリンピックには出場できなかった。2021年から階級を90㎏級に上げると、グランドスラム・カザンで3位となった。2022年の世界選手権では3位になった。2023年の世界選手権では決勝まで進むと、同僚であるオリンピックチャンピオンのラシャ・ベカウリを技ありで破って優勝を飾った。続く世界団体では準々決勝の日本戦で田嶋剛希に技ありで敗れたが、その後の敗者復活戦を勝ち上がってチームは3位になった。ワールドマスターズでは決勝でベカウリに反則負けして2位だった。グランドスラム・東京では決勝で村尾三四郎に内股で敗れて2位だった。2024年3月にドーピングにより10月まで出場停止処分を科されたことが明らかになった。そのため、7月のパリオリンピックには出場できなかった。復帰後のグランドスラム・東京では決勝で村尾に技ありで敗れて2位だった。2025年の世界選手権では準決勝で村尾に敗れて3位だった。
IJF世界ランキングは3350ポイント獲得で1位(25/6/2現在)。

## 主な戦績
81㎏級での戦績
- 2017年 - ヨーロッパジュニア　個人戦　2位　団体戦　2位
- 2018年 - ヨーロッパ大学選手権　優勝
- 2018年 - ヨーロッパジュニア　優勝
- 2018年 - 世界ジュニア　3位
- 2019年 - グランドスラム・エカテリンブルグ　3位
- 2019年 - グランプリ・アンタルヤ　優勝
- 2019年 - ヨーロッパ競技大会　3位
- 2019年 - 世界選手権　3位
- 2019年 -　グランドスラム・アブダビ　2位
- 2020年 -　グランプリ・テルアビブ　3位
- 2020年 -　U23ヨーロッパ選手権　優勝(90㎏級)
- 2020年 - ヨーロッパ選手権　3位

90㎏級での戦績
- 2021年 -　グランドスラム・カザン　3位
- 2021年 -　グランプリ・ザグレブ　3位
- 2021年 -　グランドスラム・パリ 3位
- 2021年 -　グランドスラム・バクー 3位
- 2021年 - ヨーロッパ選手権　団体戦　優勝
- 2022年 -　グランドスラム・アンタルヤ　2位
- 2022年 - ヨーロッパオープン・リッチョーネ　2位
- 2022年 -　世界選手権　3位
- 2022年 -　グランドスラム・バクー　3位
- 2022年 -　ワールドマスターズ　3位
- 2023年 -　グランドスラム・パリ　3位
- 2023年 -　グランドスラム・トビリシ　2位
- 2023年 -　世界選手権　優勝
- 2023年 -　世界団体　3位
- 2023年 -　ワールドマスターズ　2位
- 2023年 -　グランドスラム・東京　2位
- 2024年 - グランドスラム・東京　2位
- 2025年 - グランドスラム・パリ　2位
- 2025年 - 世界選手権　3位

(出典、JudoInside.com)